# Валява (Чернівецький район)
Ва́лява — село в Україні, у Кіцманській міській громаді Чернівецького району Чернівецької області.

## Географія
Через село тече річка Валявка, ліва притока Совиці.

## Історія
З 24 серпня 1991 року село перебувало у складі Кіцманського району, Чернівецької області.
8 серпня 2017 року, в ході децентралізації та об'єднання сільських рад, село увійшло до Кіцманської міської громади.
17 липня 2020 року, в результаті адміністративно-територіальної реформи та ліквідації Кіцманського району, село увійшло до складу Чернівецького району.

## Населення
Національний склад населення за даними перепису 1930 року у Румунії:
| Національність | Кількість осіб | Відсоток |
| -------------- | -------------- | -------- |
| українці       | 1933           | 91,92 %  |
| євреї          | 75             | 3,57 %   |
| поляки         | 57             | 2,71 %   |
| румуни         | 18             | 0,86 %   |
| німці          | 14             | 0,67 %   |
| росіяни        | 6              | 0,29 %   |

Мовний склад населення за даними перепису 1930 року:
| Мова       | Кількість осіб | Відсоток |
| ---------- | -------------- | -------- |
| українська | 1934           | 91,96 %  |
| їдиш       | 72             | 3,42 %   |
| польська   | 49             | 2,33 %   |
| німецька   | 19             | 0,90 %   |
| російська  | 17             | 0,81 %   |
| румунська  | 12             | 0,57 %   |

## Особистості
- Баланецький Олександр Дмитрович — юрист; солдат Збройних сил України, учасник російсько-української війни.
- Каба Ольга — румунська письменниця.
- Василь Кантемір — керівник Кіцманського районного проводу Буковинської округи ОУН (б)
- Бакрев Вадим — Дійсний член Міжнародної академії житлово-комунального та побутового господарства. Почесний професор Віденського університету. Заслужений будівельник України. Почесний громадянин м. Чернівці.

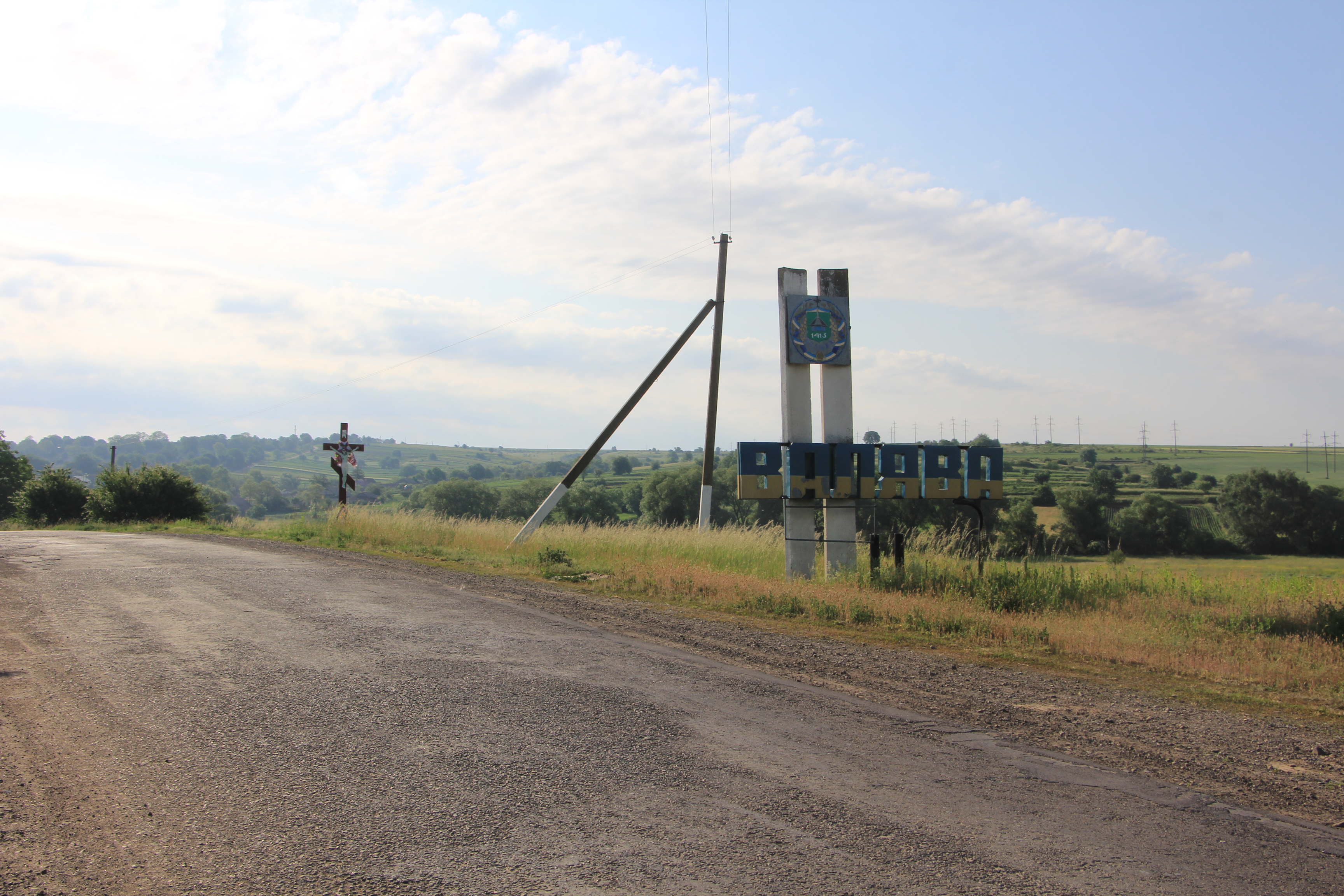
Придорожній знак с. Валява
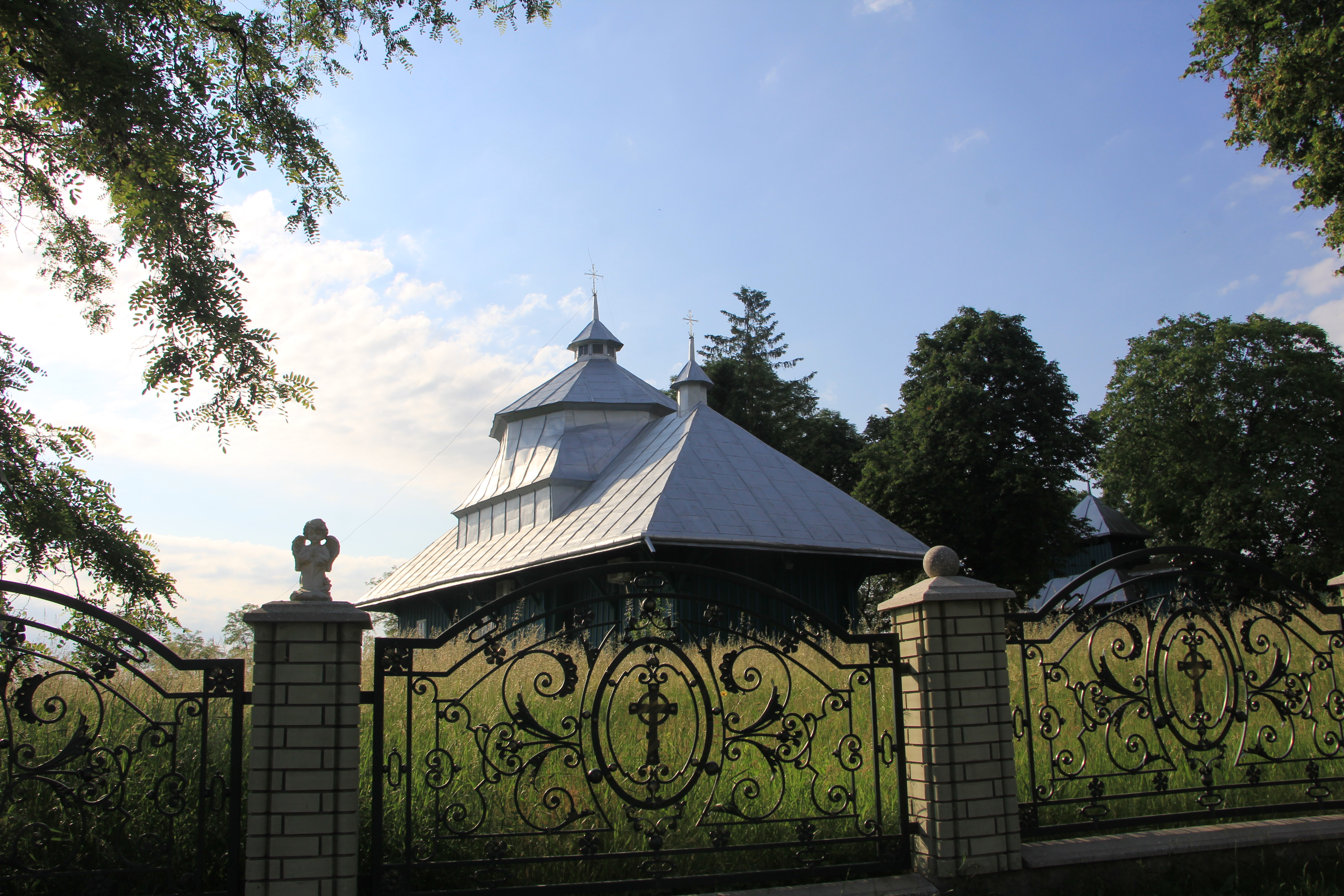
Церква Успіння Пр. Богородиці 1778 с. Валява
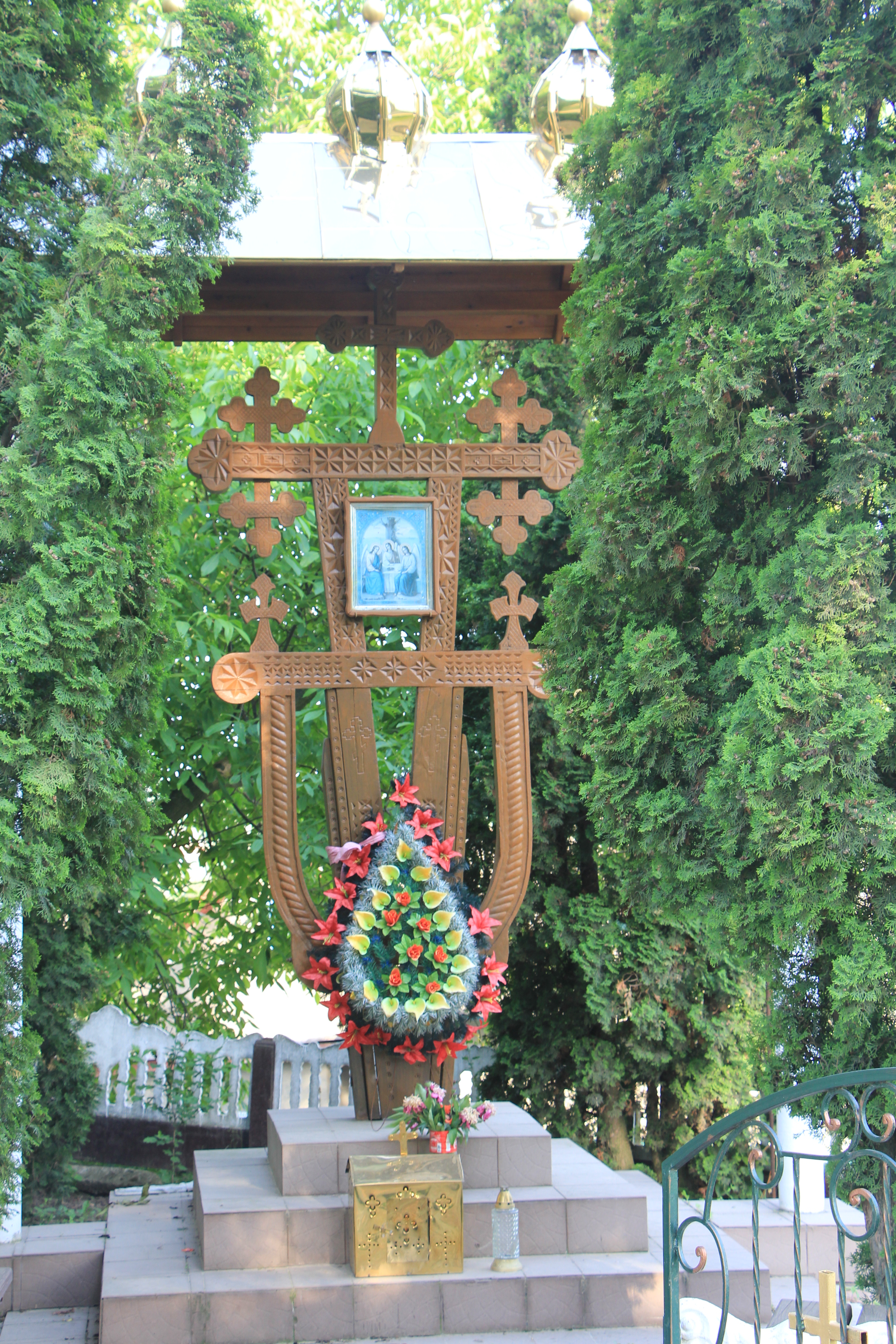
Церква Успіння Пр. Богородиці 1778 с. Валява
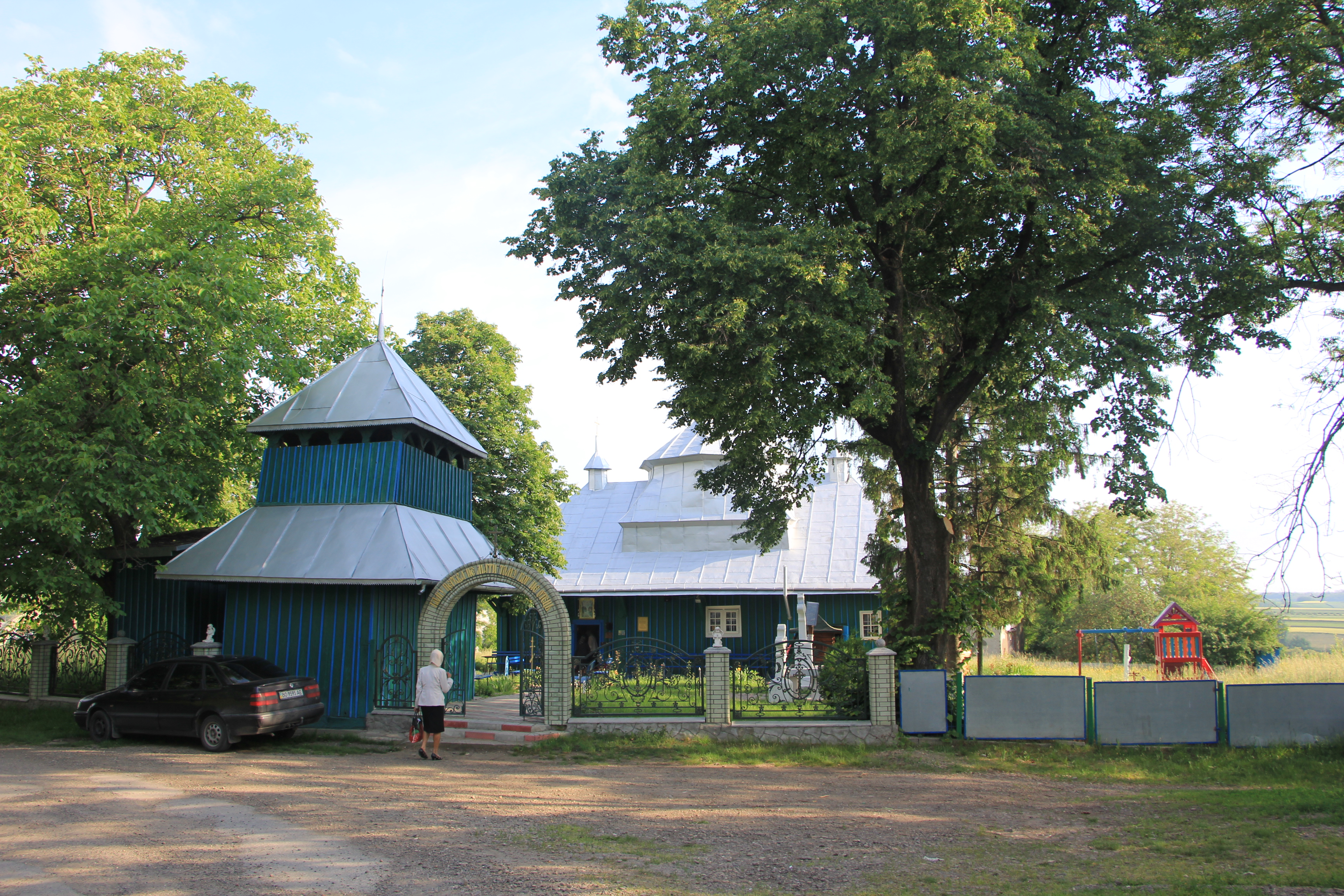
Церква Успіння Пр. Богородиці 1778 с. Валява
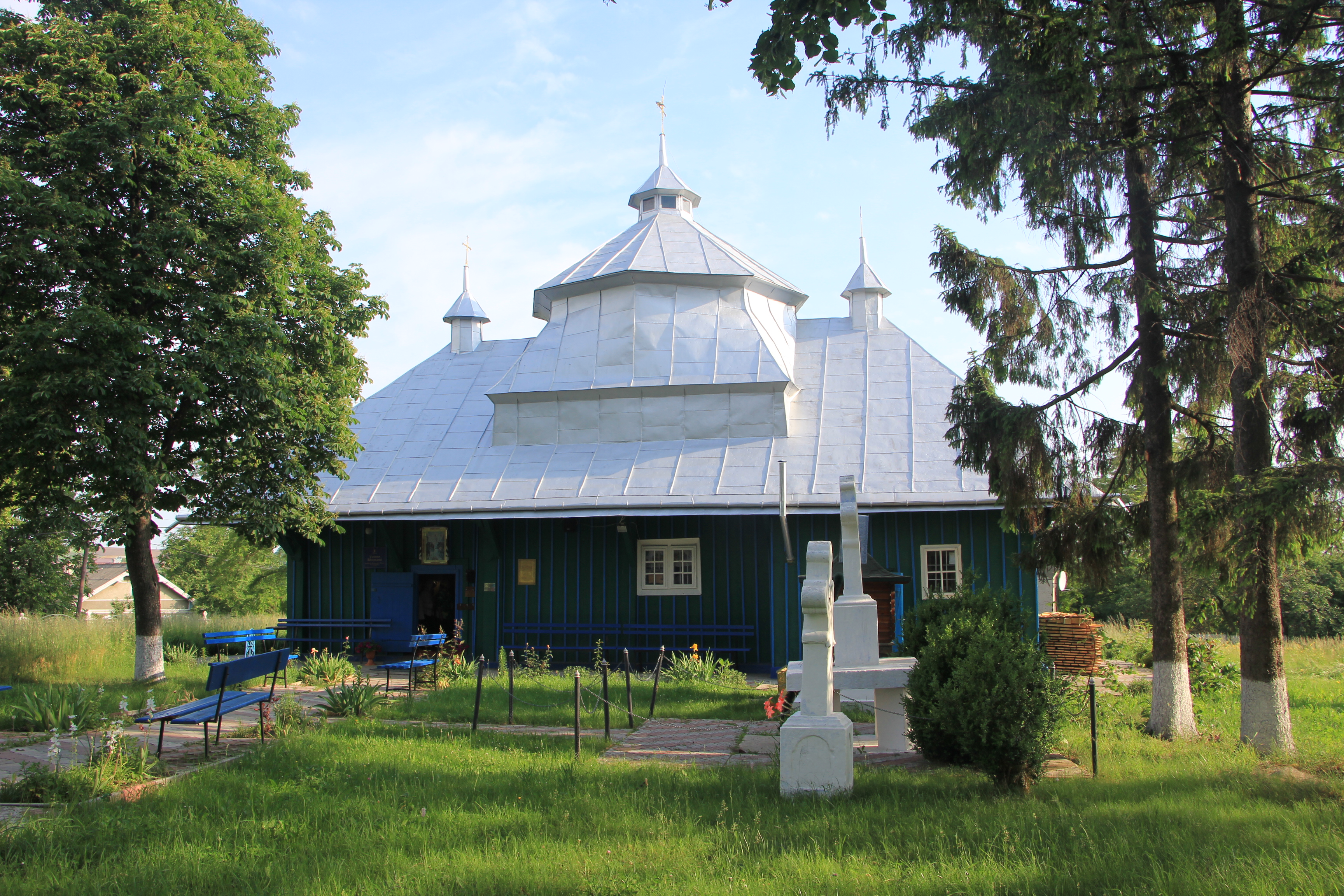
Церква Успіння Пр. Богородиці 1778 с. Валява
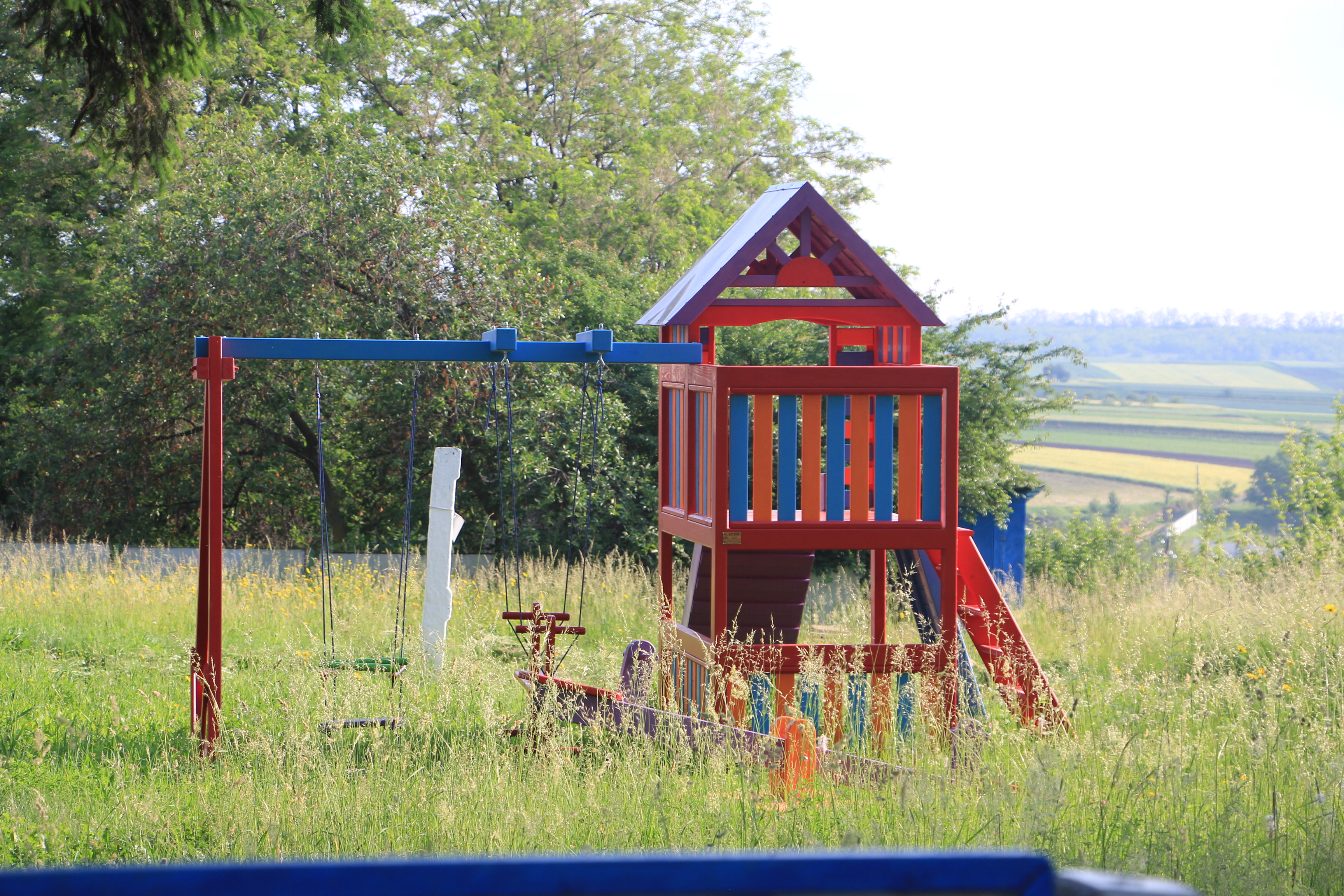
Дитячий майданчик біля церкви с. Валява